# Dziadku, wiejemy!
Dziadku, wiejemy! – polski film przygodowy i familijny z 2025 roku w reżyserii Olgi Chajdas i według scenariusza Emila Płoszajskiego.

## Produkcja
Zdjęcia do filmu realizowano od 11 czerwca 2024. Film kręcono w Łodzi (Dom Pomocy Społecznej „Włókniarz”) oraz na Dolnym Śląsku (Srebrna Góra, zamek w Karpnikach, nad rzeką Bóbr i nad Jeziorem Zegrzyńskim).
Film powstał przy współfinansowaniu Polskiego Instytutu Sztuki Filmowej ze środków Ministra Kultury i Dziedzictwa Narodowego. Został zrealizowany w koprodukcji: Wytwórni Filmów Fabularnych w Łodzi, EC1 Łódź – Miasta Kultury, Dolnośląskiego Centrum Filmowego, Instytutu Kultury Miejskiej, Abstraction Plan, Aneta Graff-Dąbrowska New Wave Film, Wytwórni Filmów Dokumentalnych i Fabularnych i moloko film. Za dystrybucję filmu odpowiadał Next Film.
Pokaz premierowy odbył się 8 maja 2025 roku w EC1 Łódź – Miasto Kultury. Obraz wszedł do kin 9 maja 2025.

## Fabuła
W związku z zamętem jaki wywołał Jeremi (Jan Peszek) w domu spokojnej starości, grozi mu przeniesienie do szpitala psychiatrycznego. Jego córka, Marta (Agnieszka Grochowska), postanawia przygarnąć go do domu, pomimo iż Jeremi jest nieprzewidywalny. Jagoda (Anna Nowak), córka Marty, chcąc przekonać dziadka do zmiany miejsca zamieszkania, bierze sprawy w swoje ręce i wyrusza z Jeremim do statku Światło Morza. Za nimi wyrusza rusza szajka złoczyńców dowodzona przez bogacza Waldemara (Wiktor Zborowski), smok oraz przerażona matka Jagody.

## Obsada aktorska
- Jan Peszek – Jeremi, dziadek Jagody
- Anna Nowak – Jagoda
- Agnieszka Grochowska – Marta, matka Jagody
- Filip Tkaczyk – Adam
- Wiktor Zborowski – Waldek
- Michał Majnicz – Jacek
- Klementyna Lamort De Gail – Maryna
- Sonia Roszczuk – Smoczna
- Bogusława Schubert – Jabłońska
- Włodzimierz Press – Maurycy
- Tereza Hof(inne języki) – Dżezi
- Błażej Peszek – Jeremi w młodości[2]

## Wyróżnienia
- 2022: Polish Days 2022: Nagroda ufundowana przez Fixafilm – pokrycie kosztów postprodukcji obrazu,
- 2022: Polish Days 2022: Nagroda Problemo Music – bezpłatne wykorzystanie dowolnych utworów z fonoteki Audio Network w filmie i materiałach promocyjnych bez ograniczeń czasowych, terytorialnych i pól eksploatacji[6].